# 26 Dywizja Piechoty (Imperium Rosyjskie)
26 Dywizja Piechoty (ros. 26-я пех. дивизия) – dywizja piechoty Armii Imperium Rosyjskiego, w tym okresu działań zbrojnych I wojny światowej.

## Charakterystyka
Wchodziła w skład 2 Korpusu Armijnego, a jej sztab w 1914 mieścił się w Grodnie. W tym czasie dywizja etatowo posiadała cztery pułki po cztery bataliony oraz brygadę artylerii polowej z 6 bateriami po 8 dział. Doświadczenie zdobyte podczas walk na frontach I wojny światowej  skutkowało zmianami organizacyjnymi. Zimą z 1916 na 1917 rozpoczęto reorganizację dywizji piechoty. Zredukowano liczbę batalionów z 16 do 12 i zmniejszono liczbę dział polowych na mniej aktywnych odcinkach frontu.

## Struktura organizacyjna
Organizacja w 1914
- 1 Brygada Piechoty (Grodno)
  - 101 Permski pułk piechoty (Grodno)
  - 102 Wiacki pułk piechoty (Grodno)
- 2 Brygada Piechoty (Grodno)
  - 103 Petrozawodzki pułk piechoty (Grodno)
  - 104 Ustiudzki pułk piechoty (Augustów)
- 26 Brygada Artylerii (Grodno)

## Zobacz
- Ignacy Oziewicz